# ボーイング727
ボーイング727
イベリア航空のボーイング727-200
- 用途：旅客機
- 分類：民間旅客機
- 製造者：ボーイング
- 運用者：日本航空、全日本空輸、イースタン航空、アメリカン航空、東亜国内航空など
- 初飛行：1963年2月
- 生産数：1,832機
- 生産開始：1964年2月
- 運用開始：1964年2月1日（イースタン航空）
- 運用状況：一部の訓練機と、貨物機以外は退役

ボーイング727 (Boeing 727) は、アメリカ合衆国のボーイング社製のジェット旅客機。先発のボーイング707とは大きく異なり、T字尾翼と尾部に集中して搭載された3基のエンジンが特徴の、短・中距離用旅客機である。また、ボーイング社では唯一の三発ジェット旅客機であった。旅客便としての運航は2019年1月に終了した。2024年末までカリッタ・チャーターが貨物便として運航していたが、老朽化に伴い退役した。2025年現在、ボーイング727を使用している航空会社は存在しない。しかし、一部の機体は訓練機などとして使用されている。また、一部の機体は軍用や災害派遣機として使用されている。

## 歴史

### 開発

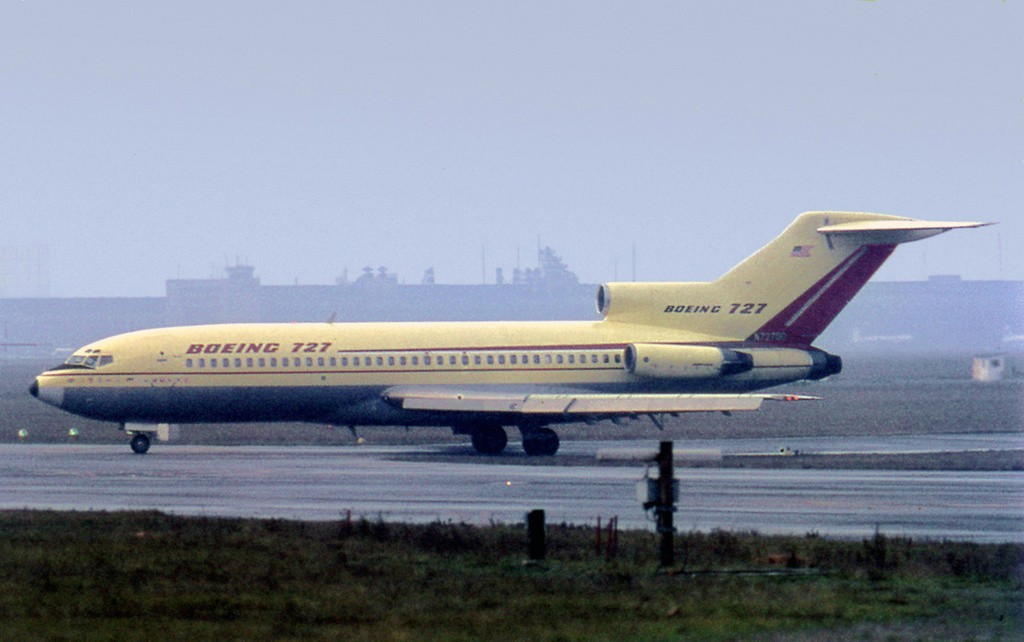
ボーイング727のプロトタイプ

1956年2月に、それまで使われていたダグラス DC-4やコンベア440などの当時のプロペラ旅客機を代替し、ボーイング707より搭載力が小さい短・中距離用のジェット旅客機として開発が開始された。
経済性の観点からボーイング707のコンポーネントをできるだけ多く使うことが望ましいとされ、当初はボーイング707の短縮型や、先に就航していたフランス製のシュド・カラベル同様の双発機も考慮されたが、イースタン航空やユナイテッド航空、アメリカン航空などへのヒアリングを行った結果、エンジン故障時の冗長性や、高地にある空港からの離着陸時の推力を高める点、さらにカリブ海路線におけるETOPS対応などから、最終的にT字尾翼でエンジンを機体後部に搭載する三発機というレイアウトが採用され、1963年2月に-100型が初飛行した。

### 就航

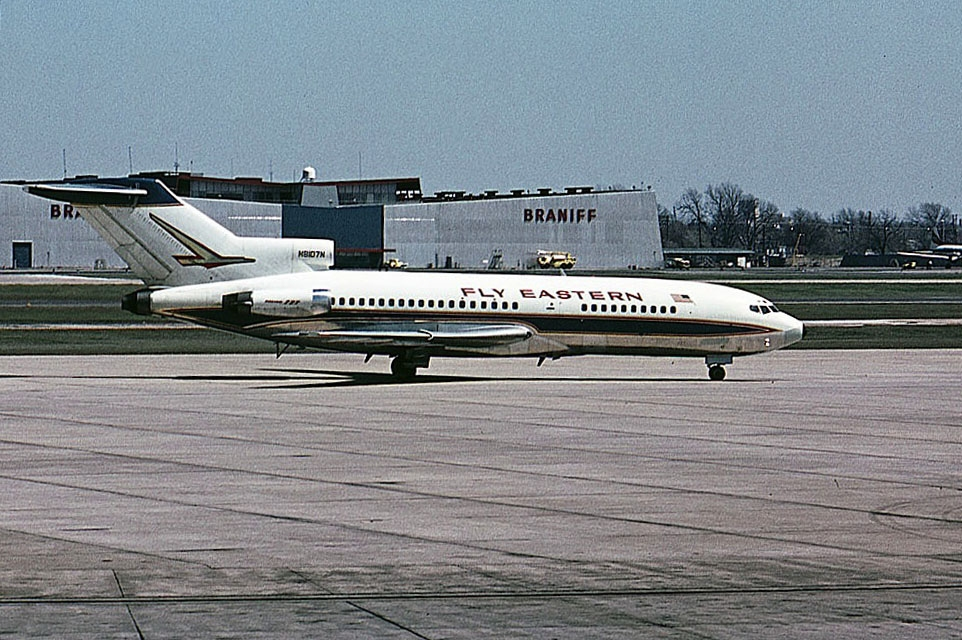
イースタン航空のボーイング727-100

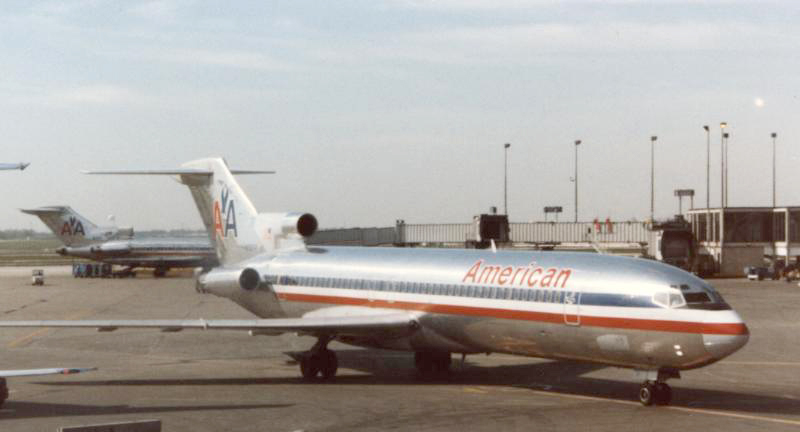
アメリカン航空のボーイング727-200

路線への就航は、1964年2月1日に当時アメリカ有数の大手航空会社であったイースタン航空より始められた。優秀な性能と小回りの利く機体サイズにより世界各国の航空会社からの発注が相次ぎ、先進国の短・中距離路線のジェット化に貢献した。
なお、ライバル機としては、イギリス製のホーカー・シドレー トライデントや、ソビエト連邦のツポレフ Tu-154などの三発T字尾翼機のほか、より小型のシュド・カラベルやマクドネル・ダグラス DC-9、さらにターボプロップ機のロッキード L-188とも競合した。また、ボーイング707の胴体を短縮して中距離用としたボーイング720（四発機）やコンベア880の代替機ともなった。

### 発展
その後各社からの座席数増加の依頼に対応し、1967年には胴体延長型の-200型が登場したほか、1970年代前半には-200型の機内装備をボーイング747が採用した最新鋭のものをベースにアップグレードし、「ワイドボディルック」と呼ばれた大型のオーバーヘッドストウェッジ（客室頭上の荷物入れ）などを装備した-200アドバンスドも生産された。
これらは中短距離路線で使用されていた初期型のボーイング707やダグラス DC-8、コンベア880やシュド・カラベルなどの、初期のジェット旅客機の代替機となった。これに伴い、-100型は1973年に生産を終了した。
1970年代後半には、さらに各種機能をアップグレードし2人乗務化した-300型も計画されたものの、間もなく双発で燃費効率がよい上に2人乗務で運航コストが低いマクドネル・ダグラス MD-80の登場により受注が停滞し始め、後継機とされた双発・2人乗務機のボーイング757とボーイング767の受注を増やすために1984年に生産を終了した。それまでに生産された機体は1,832機にのぼり、これは当時のジェット旅客機の最高記録であった。
その後、騒音規制が厳格化したことや、より新しいボーイング737NGやエアバスA320が登場したことから、1990年代後半以降にアメリカン航空やユナイテッド航空、デルタ航空などの大規模カスタマーからの引退が相次ぎ、2000年代に入ると先進諸国の定期旅客路線からほぼ姿を消した。
2010年代もアメリカや中南米、アフリカなどで少数がチャーター便や定期旅客路線に就航していたが、2019年1月にイランのアーセマーン航空運航のザーヘダーン発テヘラン行きの国内線を最後に民間航空から引退した。しかしエンジン換装や騒音抑制装置の装備により騒音規制に対応させた上で、貨物機や訓練機、プライベートジェット、あるいは調査用航空機として使用され続けている。CNNの報道によれば、2019年1月時点では約60機が現役である。

## 特徴

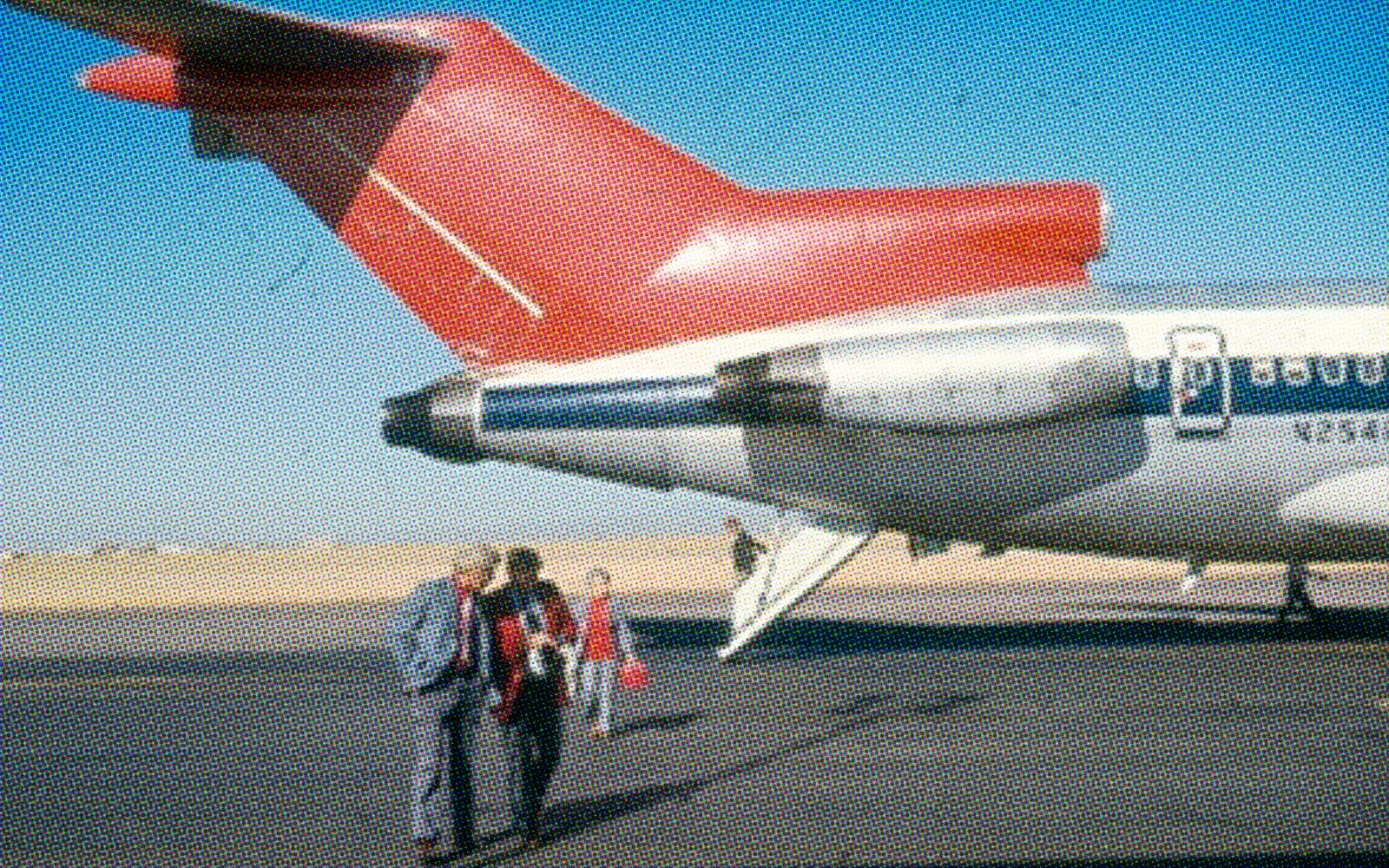
ボーイング727のT字尾翼と引き込み式タラップ、エアステア（ノースウェスト航空の-200型）

高速化のためにジェットエンジンを3基搭載している。そのためにT字尾翼を採用し、尾部にエンジンを集中搭載している。中央のエンジンの空気取り入れ口は、垂直尾翼直前にある。そこから取り入れた空気は、垂直尾翼基部から湾曲したSダクトを経て胴体末端のエンジンに導かれる。
胴体は基本的にボーイング707と同じものだが、下側が新しい構造にされており、後のボーイング737にも同じ胴体が採用された。
また、離着陸性能向上のために、前縁一杯のスラットおよびトリプル・スロッテッド・フラップなど、それまでにない強力な高揚力装置を備えている。主翼の後退角は32度と深めである。三発エンジン・T字尾翼・強力な高揚力装置の組み合わせにより、上昇・下降などの運動性能は優秀であった。ただし、プロペラ機よりも下降率が大きくなったことから、本機が登場したごく初期には、下降率の見積もりミスなどのパイロットエラーによる墜落事故が何件か発生した。
他にも、搭乗・降機時の利便性のために機体尾部に引き込み式のタラップ（エアステア）がついており、補助動力装置によって作動させることができた。これによって、設備があまり整っていない中小の空港でも運用しやすくなっている。一方で、エアステアは1971年に発生したD.B.クーパー事件で犯人の脱出経路に用いられたことから、後にボーイング社が撤去を行っている。

## 派生型

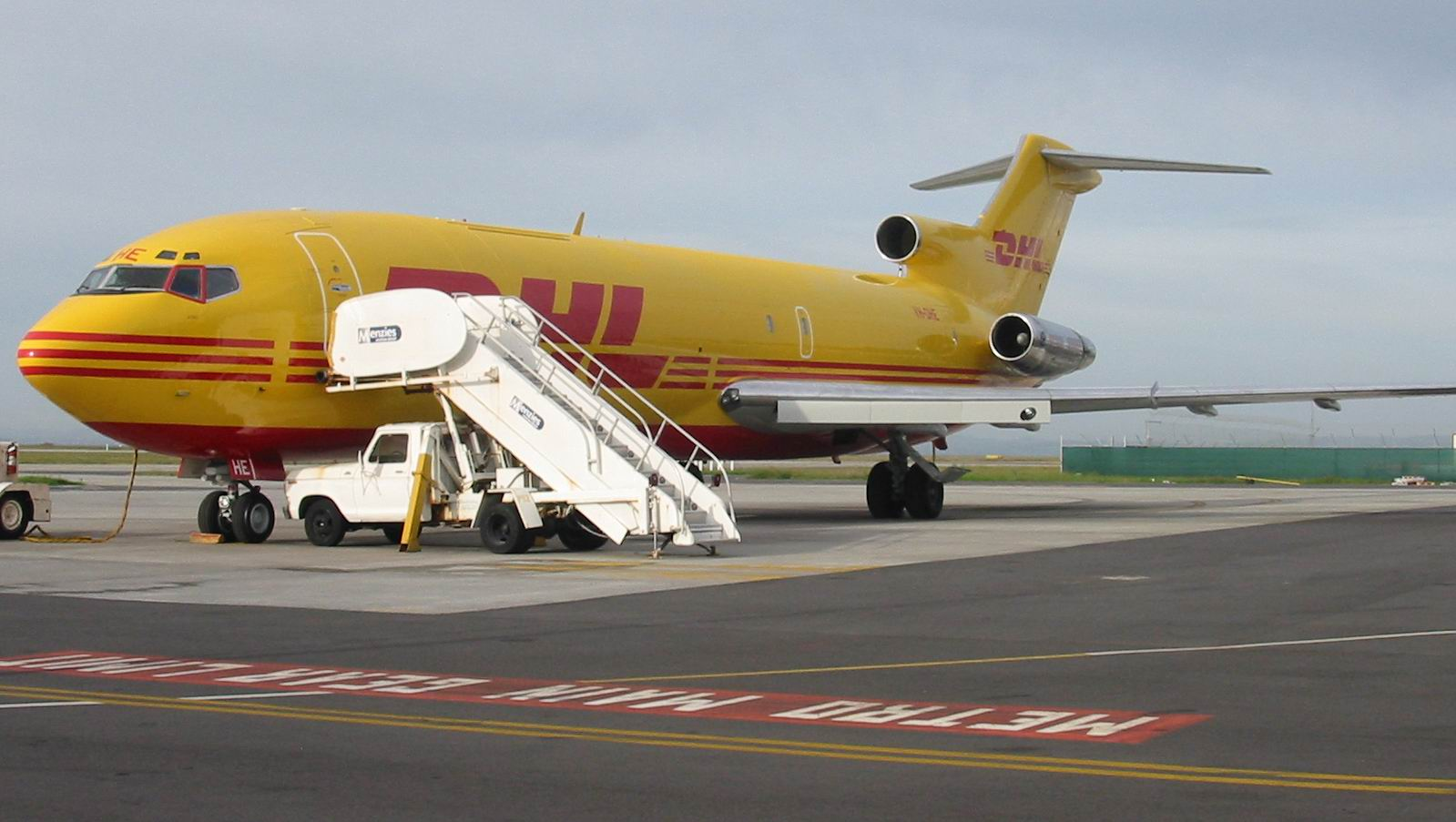
DHLアビエーションの貨物機型

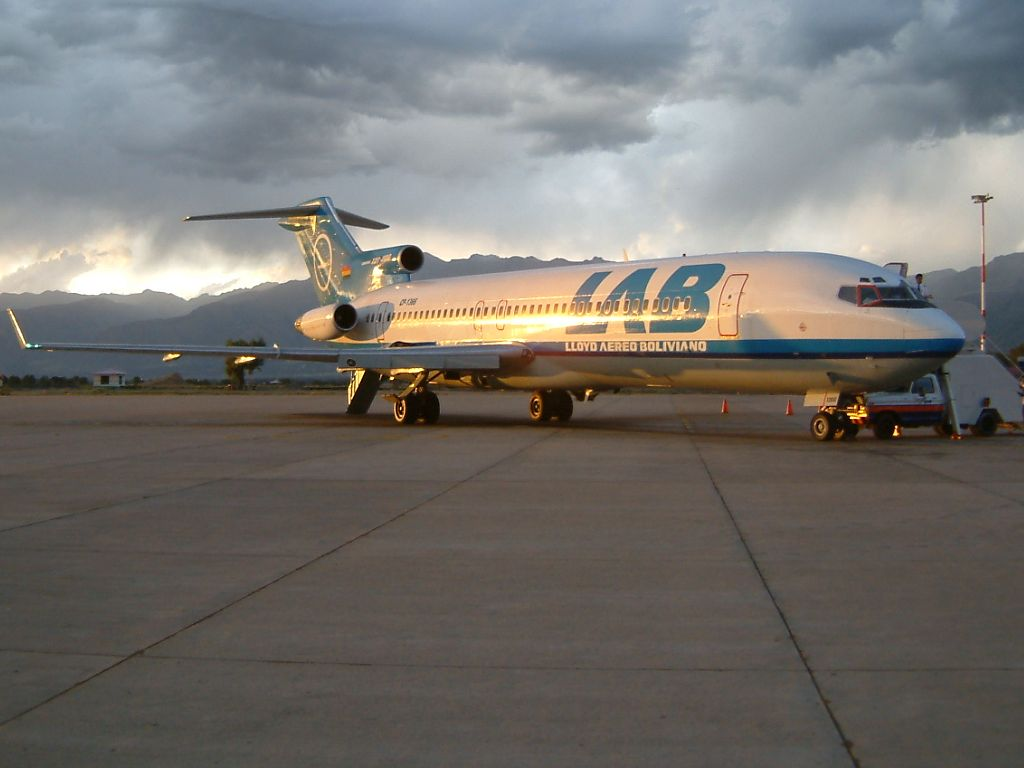
ウィングレットが装着されたLAB航空のボーイング727-200

- -100：初期生産型。-100という呼び名は当初はなく、-200型の生産が開始された1967年以降に付いた。それ以前に生産された機体にカスタマーコードを併記する場合は727-81、727-21Cなどと表記する。
  - -100C：貨客両用型。機体構造の強化および貨物ドアを追加。旅客型の内装も可能。貨客混載仕様においては貨物パレットを機体前部に搭載し客席は後部に設置される。
  - -100QC：QCはQuick Changeを意味する。貨客急速転換型。客席パレットの設置により貨物型と旅客型の転換を行えるようにし、所要時間は30分程度で済むものとなっている。
  - -100QF：既存機のエンジン換装型。QFはQuiet Freighterを意味する。ロールス・ロイス テイエンジンに換装し、騒音を軽減させている。
  - C-22A：アメリカ南方軍が使用した旧ルフトハンザ航空の727-100の呼称。
  - C-22B：アメリカ空軍が使用した旧ナショナル航空の727-100の呼称。
- -200：-100型の胴体を主翼の前後で3 mずつストレッチした型。中央エンジンのインテイクも改良された。1967年7月初飛行。
  - -200F：貨物型
  - -200 アドバンスド：内装の改良および燃料タンクの増設。
  - C-22C：アメリカ空軍が使用した旧シンガポール航空の727-200の呼称。

このほか、低騒音・低燃料消費型の新エンジンに換装、双発機としウィングレット後付けなどの改修を施された機体「スーパー27」が構想されたことがある。ボーイング社の計画としては実現しなかったが、改造業者によって両舷エンジンをJT8D-217に換装しウィングレットを装着、フライトマネジメントシステムを装備した性能向上型が実際に運用されており、これをスーパー27と呼ぶことがある。

## 仕様

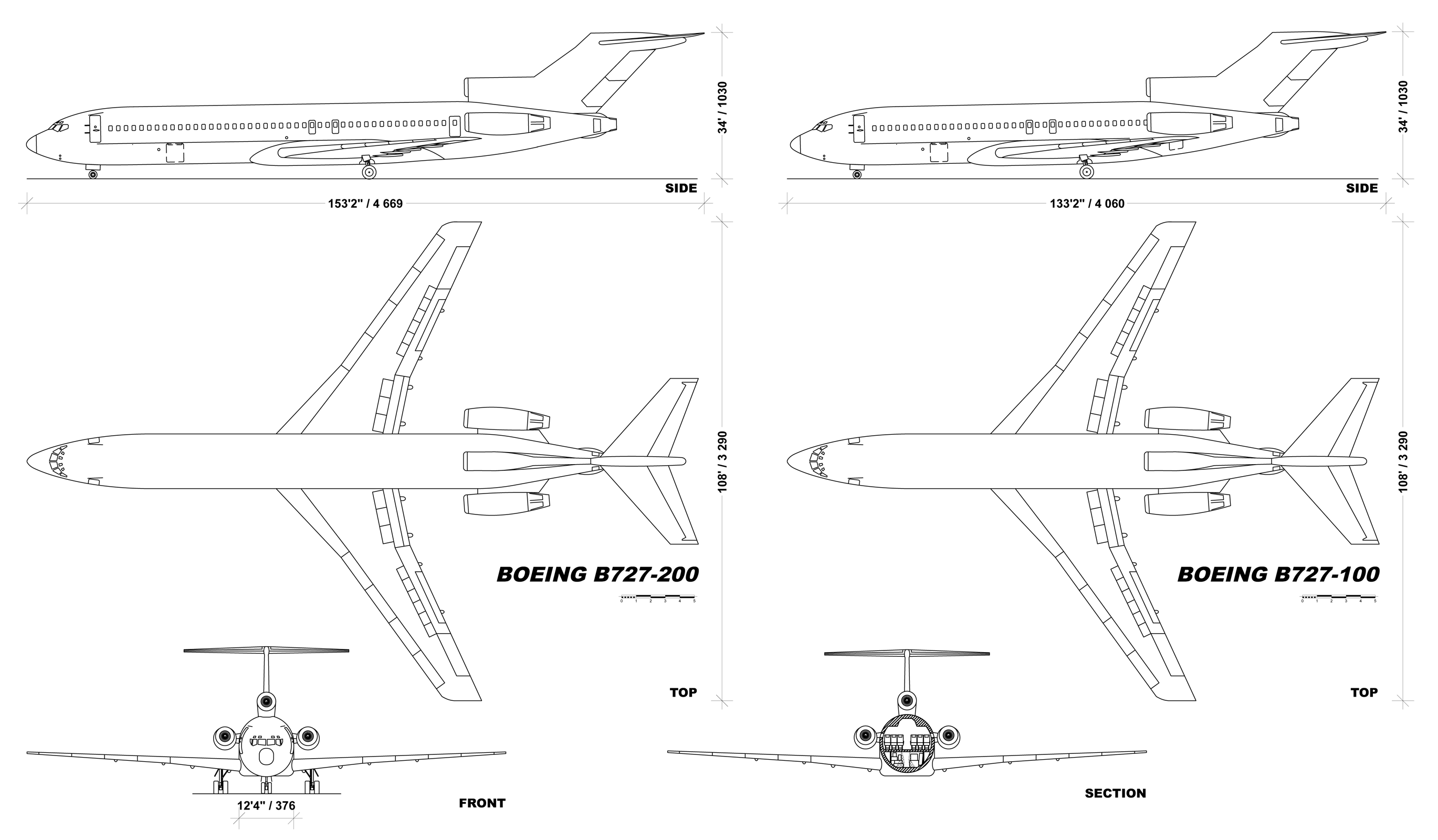
-100型と-200型の比較

| 項目＼機種             | 727-100                                 | 727-200                                                        |
| ---------------------- | --------------------------------------- | -------------------------------------------------------------- |
| 全長                   | 40.6 m (133 ft 2in)                     | 46.7 m (153 ft 2in)                                            |
| 全幅                   | 32.9 m (108 ft)                         | 32.9 m (108 ft)                                                |
| 全高                   | 10.3 m (34 ft)                          | 10.3 m (34 ft)                                                 |
| エンジン               | プラット・アンド・ホイットニー JT8D 3基 | プラット・アンド・ホイットニー JT8D 3基                        |
| 最大離陸重量           | 77,110 kg (170,000 lb)                  | 83,823 kg（184,800 lb） 95,027 kg (209,500 lb) ※アドバンスド型 |
| 巡航速度               | 991 km/h（マッハ0.81）                  | 991 km/h（マッハ0.81）                                         |
| 最大速度               | 1,052 km/h（マッハ0.86）                | 1,052 km/h（マッハ0.86）                                       |
| 最大燃料搭載量         | 31,000 L (8,186 USG)                    | 37,020 L (9,806 USG)                                           |
| 航続距離（最大積載時） | 4,300 km                                | 3,100 km 4,800 km ※アドバンスド型、オプション                  |
| 操縦乗員数             | 3名                                     | 3名                                                            |
| 最大座席数             | 149                                     | 189                                                            |

## 主なユーザー

### 航空会社

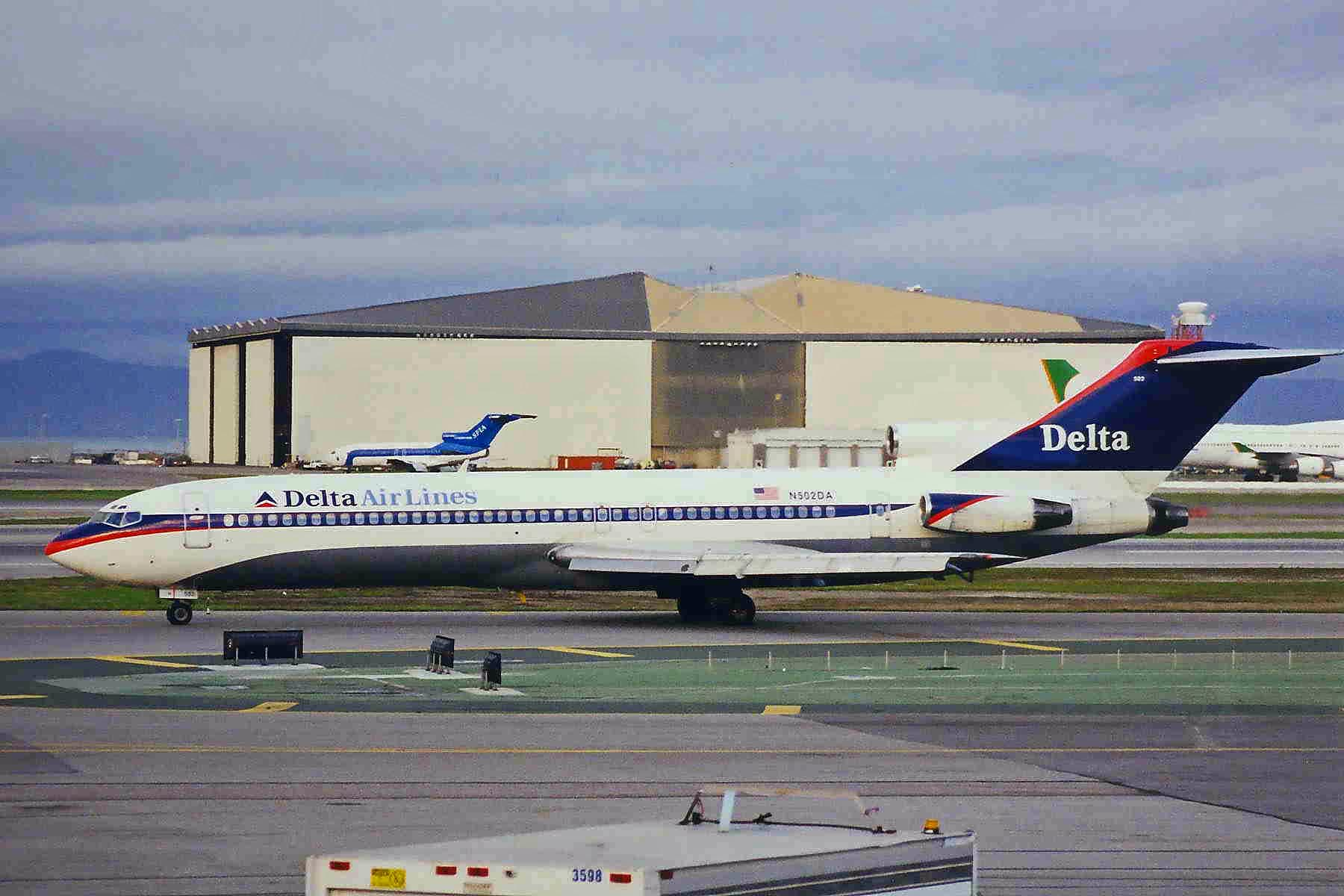
デルタ航空のボーイング727-200

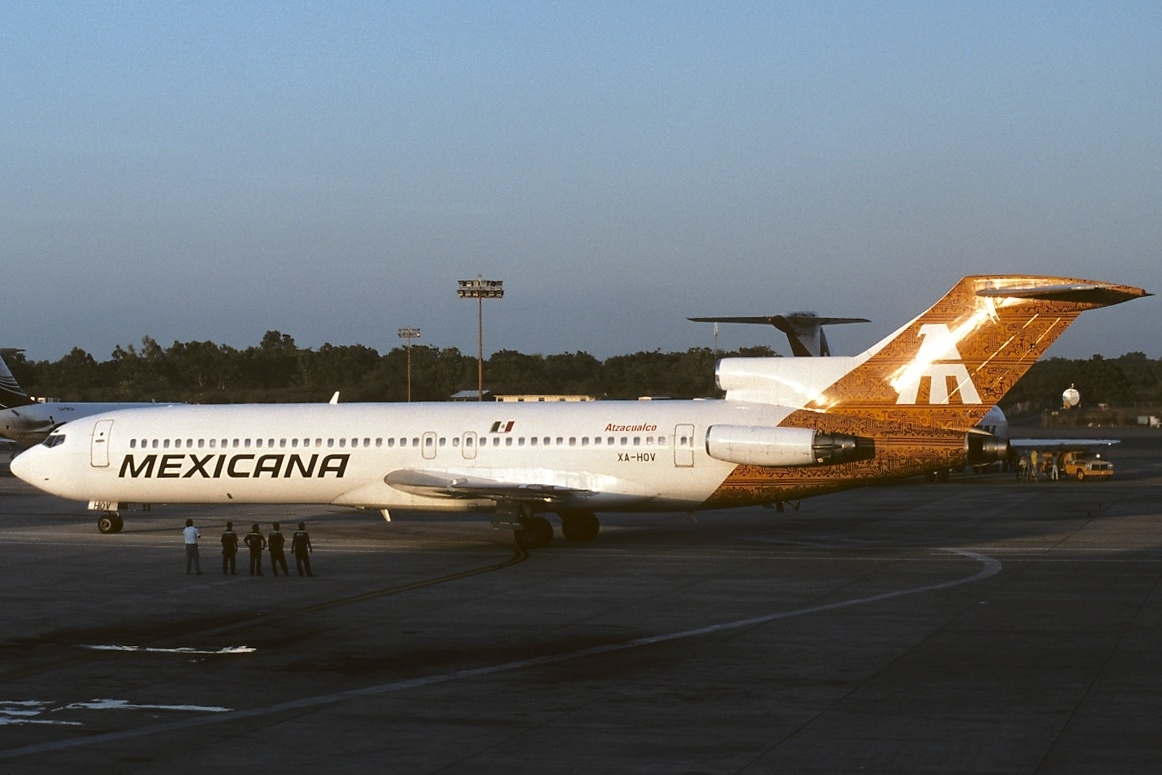
メヒカーナ航空のボーイング727-200

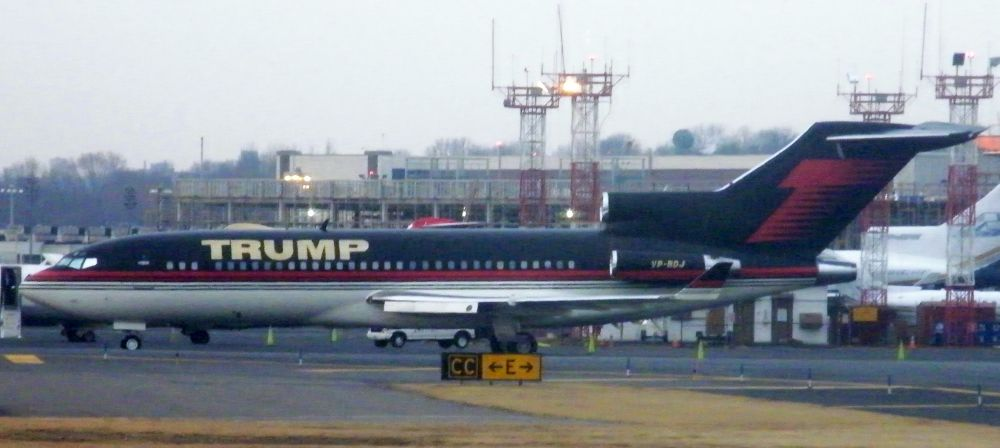
ドナルド・トランプが自家用機として使用していたボーイング727-100

- ブリティッシュ・エアウェイズ（運航はコムエアー）
- ユナイテッド航空
- デルタ航空
- アメリカン航空
- イースタン航空（ローンチカスタマー）
- ノースウエスト航空
- 全日本空輸（-100型/-200型）
- 日本航空（-100型）
- 日本国内航空（-100型）

### プライベートジェット
- カーペンターズ
- アーマンド・ハマー
- モハンマド・レザー・パフラヴィー
- ドナルド・トランプ

### 政府および軍
- 中華民国空軍
- イラン空軍
- アメリカ政府
  - アメリカ空軍
  - FBI
- メキシコ空軍：ボーイング737-800を後継機として2017年に退役[5]。
- セネガル政府
- ニュージーランド空軍
- オーストラリア政府
- コートジボワール政府

## 日本での導入

### 日本の航空会社

#### 3社共通選択

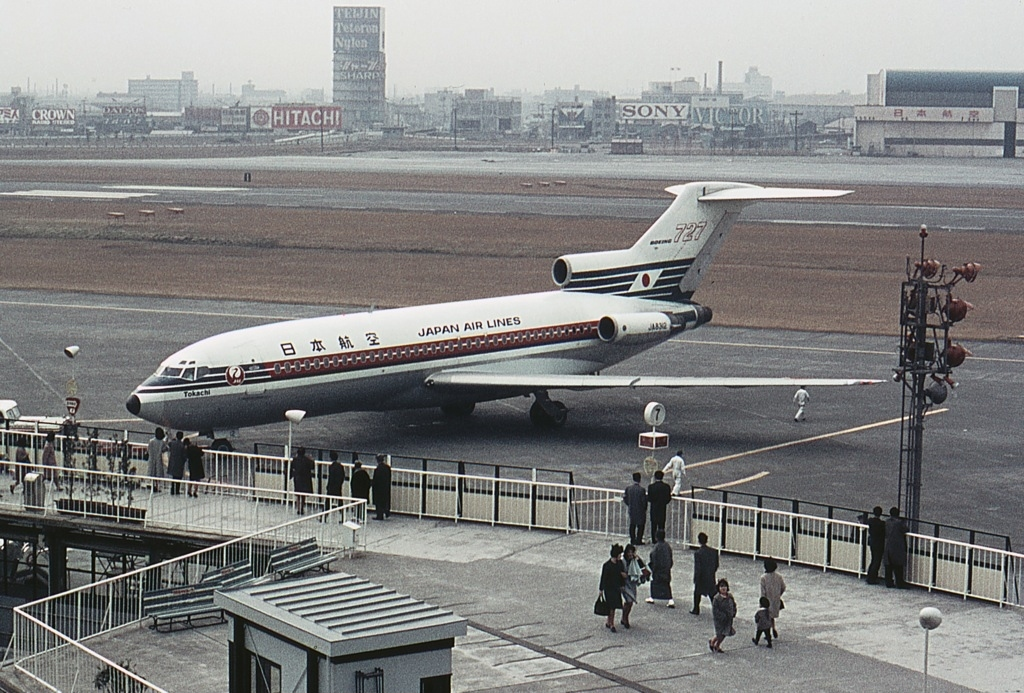
日本航空のボーイング727-100

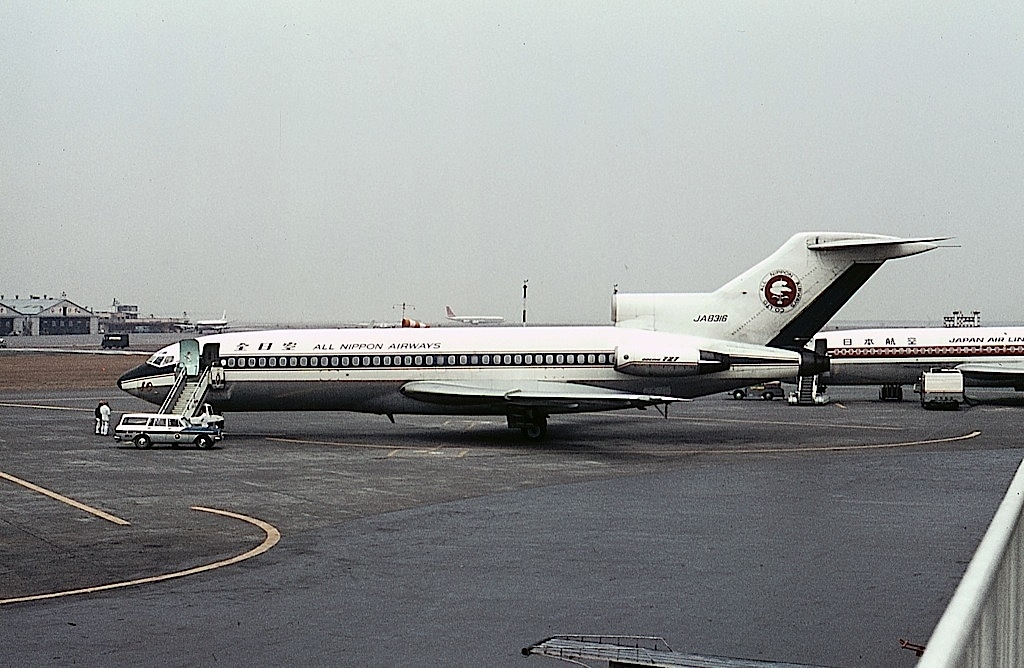
全日空のボーイング727-100

1960年代初頭の日本において、日本航空と全日本空輸、日本国内航空の3社は激しい競争を繰り広げていたが、フラッグキャリアの日本航空と異なり、当時まだジェット機の導入経験がなく、整備面も脆弱な全日本空輸と日本国内航空ではジェット化にあたって安全確保の面が懸念されたことから、運輸省（現：国土交通省）は「国内線用ジェット旅客機は同一機種を使用すること」と通達した。これを受けて、3社はホーカー・シドレー トライデントやマクドネル・ダグラス DC-9、BAC 1-11も候補に挙がっていた中からボーイング727-100を選択した。

#### 就航
日本航空と全日本空輸の2社は1964年1月に発注し1965年から受領する予定であったが、全日本空輸は1964年5月にユナイテッド航空から機材（機体記号N68650）と乗員をチャーターして、日本航空のコンベア880の後塵を拝していた羽田 - 札幌線に導入した。遅れて1965年に幹線に参入した日本国内航空もボーイング727を投入した。
合計導入数は全日本空輸が-100型12機、-200型31機の合計43機、日本航空が20機（ワールド・エアウェイズからリースした-100C型を除き、日本国内航空への転籍分を含む）、日本国内航空が-100型2機であった。-100型の導入は各社とも1965年から1969年にかけて行われ、-200型の導入は1971年から1978年にかけて行われた。このように、1960年代から1980年代にかけての日本においては一般的な機体であり、日本全国で見ることができたほか、日本航空が運航する新潟 - ハバロフスク線でも見ることができた。沖縄方面への路線でも、1972年の沖縄返還以前の国際線扱いの時代から見ることができた。
ボーイング727は、日本航空にとってはDC-8とコンベア880に次ぐ3機種目のジェット旅客機であったが、全日空と日本国内航空にとっては初めて採用したジェット旅客機であり、両社ともに大きな期待をかけた。全日空の採用時には橋幸夫と吉永小百合が歌うイメージソング『そこは青い空だった』（ビクター）が発売されたほどだった。
国内の郵便物専用機としても使用された。郵政省が1966年（昭和41年）10月から実施していた長距離国内通常郵便物の航空機積載のうち、東京 - 大阪（伊丹）線について、1969年（昭和44年）4月15日から日本航空の-100QC型が投入され、1974年（昭和49年）の夜間郵便物専用航空便廃止まで運用された。

#### 退役
日本国内航空のボーイング727は、東亜国内航空となった後の1974年にDC-9と入れ替わる形で退役した。日本国内航空が日本航空に貸し出していた機体 (JA8314, JA8315) は東亜国内航空発足後の1972年に返還されたが、その際同じく日本航空に貸し出していた機体（JA8318「たま号」）が1966年8月の訓練中の事故で失われたコンベア880の代機として東亜国内航空に移籍している。
日本航空のボーイング727は、近距離国際線や近距離国際チャーターの専用機材として残した2機以外は1975年までにすべて退役した。この2機は1987年まで使われ続け、最後にはボーイング767型機に取って代わられた。
全日空のボーイング727は、-100型についてはボーイング737-200の導入に伴い1973年までに全機退役したが、-200型についてはボーイング767-200導入後の1984年ごろから退役が始まり、1990年4月27日の山形 - 羽田便（全日空806便）で最終フライトとなり全機が退役、これにより日本の航空会社からB727型機が完全に姿を消した。

#### 事故
全日本空輸が、羽田沖墜落事故と雫石衝突事故の2件の墜落事故で2機を喪失している。日本航空と東亜国内航空は事故を起こしていない。

#### ハイジャック
前述のように国内線に多数導入されたことから、1970年代に日本国内でハイジャックが多発した際には日本航空史上初のハイジャック事件となった日本航空のよど号ハイジャック事件、351便ハイジャック事件、全日空のアカシア便ハイジャック事件、72便ハイジャック事件、724便ハイジャック事件、817便ハイジャック事件の計6件で当機が被ハイジャック機材となった。

### 日本以外の航空会社
日本への国際路線用としては、コンチネンタル・ミクロネシア、パンアメリカン航空、ノースウエスト航空、チャイナエアライン、大韓航空、エア・ベトナム 、モンゴル国営航空、ナウル航空などが東京や大阪、名古屋や福岡など国内各都市に就航させていたが、1998年頃までコンチネンタル・ミクロネシアが使用していたのが最後となり、それ以降は貨物機や外国政府専用機、プライベート機として寄港することがほとんどである。

## 事故統計
2004年現在
- 機体損失事故：85回、総計3,698人死亡。
- 他の原因：15回、総計256人死亡。
- ハイジャック：180回、総計90人死亡。

このほか事故ではないが、2012年4月27日にメキシコのメヒカリにて、-200型の中古機を使用した墜落実験（2012年ボーイング727型機墜落実験）が行われた。

### 主な事故
- パシフィック・サウスウエスト航空182便墜落事故
- パンアメリカン航空759便墜落事故
- 全日空羽田沖墜落事故
- 全日空機雫石衝突事故
- アエロスクレ157便墜落事故
- メキシカーナ航空940便墜落事故
- トルコ航空452便墜落事故
- SAMコロンビア501便墜落事故
- ダン・エア1008便墜落事故
- イベリア航空610便墜落事故
- ADC航空86便墜落事故
- アビアンカ航空203便爆破事件
- アビアンカ航空410便墜落事故
- VASP航空168便墜落事故
- TAN-SAHSA 414便墜落事故
- TAP ポルトガル航空425便墜落事故
- イラン航空291便墜落事故
- イースタン航空66便着陸失敗事故
- アラスカ航空1866便墜落事故
- リビア航空機撃墜事件
- リビア・アラブ航空1103便空中分解事故
- UTA141便墜落事故（英語版）